# Petit-Palais-et-Cornemps
 Petit-Palais-et-Cornemps  es una población y comuna francesa, situada en la región de Aquitania, departamento de Gironda, en el distrito de Libourne y cantón de Lussac.

## Demografía
| 568 | 530 | 503 | 489 | 565 | 551 |
| Para los censos de 1962 a 1999 la población legal corresponde a la población sin duplicidades (Fuente: INSEE [Consultar]) |     |     |     |     |     |